# Aldebaran (groupe)
Pour les articles homonymes, voir Aldebaran.
Abandon est un groupe de sludge metal américain, originaire de Portland, dans l'Oregon.

## Biographie
Aldebaran est formé en tant que supergroupe par des membres de groupes populaires de sludge metal et de doom metal, principalement américains. Des musiciens de Wolves in the Throne Room, Nightfell, YOB, Roanoke, Mournful Congregation, Witch Vomit, H.C. Minds et Tusks of Blood y participaient. Avec Aldebaran, les musiciens se produisaient exclusivement sous leurs initiales. Au fil des années d'activité, le groupe a changé de composition, parfois en raison des autres engagements des musiciens,.
Le groupe fait ses débuts en 2004 avec le single Pleasures of War, sort sur Parasitic Records. Outre ce single, la majeure partie de la discographie du groupe est sortie par la suite sur Parasic Records. De temps en temps, Aldebaran a coopéré avec des entreprises comme Kreation Records et Memento Mori Records. Au cours de sa carrière, le groupe a participé à plusieurs splits. Rue, Sod Hauler, Zoroaster et Unearthly Trance ont été des partenaires de split. En outre, une série de compilations intitulée ...from Forgotten Tombs est publiée par le groupe. En 2007, Dwellers in Twilight sort sur Parasitic Records et en 2012, Embracing the Lightless Depths sort sur Profound Lore Records.

## Accueil
Alors que les premières publications n'ont reçu que peu d'attention, Embracing the Lightless Depths bénéficie d'une grande attention internationale et est jugé majoritairement positivement. Le premier album fait l'objet d'une critique élogieuse de la part d'André Bohnensack pour le fanzine Ox-Fanzine et de Timothy Coleman pour le webzine Doom-Metal.com. Coleman le qualifie d'« un des albums les plus fracassants de ces derniers temps ». La musique est sans compromis, du doom metal supérieur. De même, Bohnensack juge que Dwellers in Twilight présente « la variante la plus sombre et la plus lente du doom que l'on puisse imaginer ».
Les sorties au-delà des deux albums studio ont été principalement commentées pour le webzine Doom-Metal.com. Arnstein Petersen fait la critique du single Pleasures of War, de la compilation …from Forgotten Tombs et des splits avec Rue et Sod Hauler pour le webzine. Seul l'EP Buried Beneath Aeons fait l'objet d'une critique par Bertrand Marchal. Malgré des changements stylistiques, les appréciations sont restées positives. Dès le single Pleasures of War sorti en 2004, Petersen atteste d'une « grande qualité » qu'il recommande « à tous les fans de sludge ». Il confirme cette recommandation pour le split EP avec le groupe Rue de la même année. L'année suivante, il loue le split EP avec Sod Hauler comme « la variante dépravée d'une injection de vitamines pour doomsters ». L'EP Buried Beneath Aeons, enregistré dans un style différent, est décrit par Marchal comme un « coup de poing à l'âme », la musique étant « un death-doom extrême d'une nudité et d'une émotion uniques ». L'EP est vanté de la même manière par Micha pour Metal News. Cette publication d'un seul morceau est « un petit miracle non catholique » qui « vole la vedette [...] sans aucune honte » à tous les morceaux de même facture.
Avec la coopération de Profound Lore Records, l'accueil s'améliore nettement. L'album est majoritairement évalué positivement, seules quelques critiques isolées ont été émises. Micha critique pour Metal News le fait que l'album n'ait pas réussi à maintenir le niveau de l'EP précédent. David E. Gehlke pour Dead Rhetoric critique le fait que le groupe ne savait pas « comment terminer ses morceaux » ou quand placer des moments particuliers et que la musique continuait simplement à être jouée. D'autres critiques perçoivent la même situation comme une tristesse positive. Le groupe serait l'un des « groupes les plus extrêmes dans le secteur du doom et [...] tout sauf une nourriture facile à digérer. Mais c'est justement ce qui rend la musique si unique et intéressante », écrit Oliver Schreyer pour Musikreviews.de. Les critiques font également l'éloge du développement du groupe. Dwellers in Twilight est un « bijou de misère sous-estimé », mais Embracing the Lightless Depths enlève la douleur du premier album et décuple la peur. L'album a parfois été présenté comme un « jalon de carrière ». Le groupe présente un « funeral doom qui déprime l'atmosphère et emmène l'auditeur dans un voyage à l'esthétique sombre ». En tant que tel, l'album est « un défi que l'on peut écouter de temps en temps », mais qui, en tant que « conséquence involontaire », est capable de gâcher la journée de l'auditeur. L'album est capable, après plusieurs écoutes, « d'enlever la couleur du monde environnant » et de rendre « tout un peu plus pâle et plus sombre », ce qui fait que le groupe a réussi à créer « un véritable sommet du death-doom dépressif ». L'album est recommandé à « ceux qui aiment les choses sombres, lentes, lourdes et absolument sans espoir ». En outre, certains critiques, comme Grayson Currin pour Pitchfork Media, font l'éloge des textes du groupe, inspirés de H. P. Lovecraft. Selon eux, l'étude des textes est « presque aussi gratifiante que le disque lui-même ». Tout comme la musique présente parfois une élégance inattendue, la base lyrique confère à la musique un « noyau intelligent ».

## Style musical
Le style musical d'Aldebaran a été soumise à un changement de style. Les premières sorties sont décrites comme « un sludgecore sombre et doom avec beaucoup de rage ». En comparaison, il est fait référence au groupe Corrupted, mais la musique semble « plus occulte et inhumaine » que celle de ce groupe de référence. Les dernières sorties du groupe sont classées dans la catégorie Funeral Doom et s'inscrivent dans la tradition de groupes tels que Worship et Mournful Congregation. La musique du groupe est jouée dans toutes ses phases avec un tempo tenace et lent et est perçue comme particulièrement axée sur les riffs,.

## Discographie

### Albums studio
- 2007 : Dwellers in Twilight (Parasitic Records)
- 2012 : Embracing the Lightless Depths (Profound Lore Records)

### Singles et EP
- 2004 : Pleasures of War (Parasitic Records)
- 2011 : Buried Beneath Aeons (Parasitic Records)

### Splits
- 2004 : Rue/Aldebaran (Parasitic Records)
- 2005 : Sod Hauler/Aldebaran (Inimical Records)
- 2009 : Aldebaran/Zoroaster (Kreation Records)
- 2009 : Unearthly Trance/Aldebaran (Parasitic Records)

### Compilations
- 2008 : …from Forgotten Tombs (Kreation Records)
- 2013 : …from Forgotten Tombs II
- 2015 : …from Forgotten Tombs I and II (Memento Mori)